# Llanos (formacja roślinna)

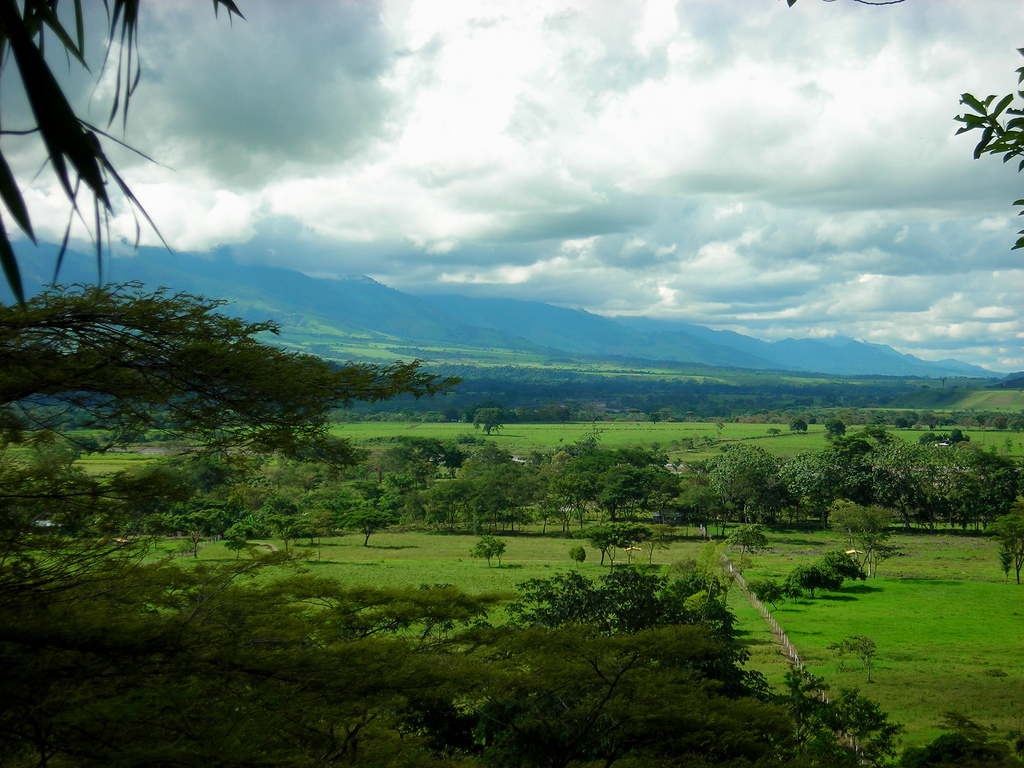
Llanos w Kolumbii.

Ekoregion NT0709 Llanos.

Llanos, llano – trawiasta, sawannowa formacja roślinna, występująca w Ameryce Południowej (Nizina Orinoko, Wyżyna Gujańska).
Typowa roślinność to wysokie trawy, niskie drzewa (np. palmy), sukulenty (rośliny gromadzące wodę), kolczaste krzewy. W większości występują tam gleby czerwone. Powierzchnia llanos wynosi około 570 000 km².